# Scoriadopsis miconiae
Scoriadopsis miconiae — вид грибів, що належить до монотипового роду  Scoriadopsis.